# Achy Obejas
Achy Obejas (La Habana, 1956) es una periodista, poeta, escritora y traductora cubano-estadounidense.

## Trayectoria
Forma parte de la generación de cubanos que emigraron a Estados Unidos tras la Revolución cubana. Su obra literaria refleja una fuerte presencia de la biculturalidad latino-estadounidense, así como el tratamiento del tema homoerótico desde una perspectiva que desafía los convencionalismos. Aunque comenzó escribiendo en inglés, también ha publicado textos en español y parte de su obra ha sido traducida a este idioma.
Desde su primera visita a Cuba en 1995, ha mantenido vínculos con la comunidad intelectual cubana y apoyado iniciativas culturales. Sus poemas y relatos han sido publicados en revistas como Prairie Schooner, TriQuarterly, Another Chicago Magazine y La Gaceta de Cuba, entre otras. Sus primeros textos aparecieron en Esto no tiene nombre, revista de la comunidad lesbiana latina en Estados Unidos.
Ha trabajado durante más de dos décadas como periodista, especialmente en el Chicago Tribune, y ha colaborado con otros medios como The Washington Post, donde ha escrito reseñas sobre música. También ha sido traductora, destacando su versión al español de La maravillosa vida breve de Óscar Wao, del escritor estadounidense-dominicano Junot Díaz, así como obras de autoras latinas como Rita Indiana o Wendy Guerra. Entre sus trabajos editoriales, ha compilado el dosier Inside Cuba: Voices from the Island para In These Times, y la antología Havana Noir.
Pese a haber vivido muy poco tiempo en Cuba, Obejas se considera cubana y ha escrito parte de su obra en sus visitas a Cuba. Su novela Ruins, pese a publicarse en inglés está ambientada totalmente en La Habana. Obejas ha mantenido una relación sentimental con Megan Bayles, teniendo una hija en común que lleva los apellidos de ambas.

## Obra
- We Came All the Way from Cuba so You Could Dress Like This, San Francisco (1994). Cuento
- Memory Mambo (1996). Novela
- Days of Awe (2001). Cuentos. Seleccionado unos de los mejores libros publicados ese año por el diario Los angeles times Publicado en Cuba por la Editorial Letras Cubanas en el 2009 como Aguas y otros cuentos
- Ruins (2009). Editorial Akashic. Novela.
- This Is What Happened In Our Other Life (2007) Poesía
- Immigrant Voices: 21st Century Stories (2014) (Coedición con Megan Bayles)

### Antologías en las que aparece
- Nosotras dos. La Habana. Ediciones Unión. 2011. ISBN 978-959-308-031-6
- Isla tan dulce y otras historias. La Habana. Editorial Letras Cubanas. 2008
- Estatuas de sal. Ediciones Unión. 1996.[7]

## Reconocimientos
- Pulitzer por su trabajo en el equipo de investigación del Chicago Tribune para la serie Gateway to Gridlock .[8]
- Premio Lambda por su novela Memory Mambo
- Salón de la Fama de la comunidad Gay y Lesbiana de Chicago (Chicago Gay and Lesbian Hall of Fame) en 2010.[9]